# شون هيلير
شون هيلير (بالإنجليزية: Sean Hillier)‏ هو لاعب كرة قدم بريطاني، ولد في 19 أبريل 1986 في هامرسميث في المملكة المتحدة. لعب مع نادي برينتفورد.

## وصلات خارجية
- شون هيلير على موقع قاعدة بيانات كرة القدم.إي يو (الإنجليزية)
- شون هيلير على موقع Soccerbase.com (لاعب) (الإنجليزية)